# Río Kti-Teberdá
El río Kti-Teberdá (en ruso: Кти-Теберда) es un río del Gran Cáucaso en el distrito de Zelenchuk de la república de Karacháyevo-Cherkesia del sur de Rusia, en la reserva natural de Teberdá (sus fuentes). Es afluente del Aksaút, uno de los componentes del Mali Zelenchuk, que desemboca en el río Kubán.

## Curso
Su curso nace en un pequeño lago glaciar bajo el pico Bolshaka Marka (3758m), al norte del pico Kti-Teberdá (3574 m). Su curso, de unos doce kilómetros discurre inicialmente al sureste para luego girar al este y al noroeste por un valle de alta montaña, sin poblaciones. Llega al valle del Aksaút, al que acompaña unos 700 m en paralelo en su viaje al nordeste hasta que desemboca en su orilla derecha.